# Aha
Pour les articles homonymes, voir Aha.
Aha est un génie bénéfique de la mythologie égyptienne. Son nom signifie le combattant.
Ancêtre de Bès, il est représenté sous les traits d'un gnome au visage rond ceint d'une crinière, aux oreilles de félin, aux membres longs et à la large queue.
Influent jusqu'au Moyen Empire, il est un génie protecteur des femmes enceintes et des enfants.
Il est aussi représenté comme beaucoup de génies de la fécondité, comme un serpent avec une barbe tressée et coiffé de la couronne pschent.